# Tryfan
Der Tryfan ist ein markanter Berg am Ogwen Valley im Eryri-Nationalpark in Wales. Er liegt südlich der A5, ist Teil der Glyderau-Gruppe und einer der bekanntesten Gipfel Großbritanniens. Der Name „Tryfan“ leitet sich vom walisischen „Tri-Faen“ ab. „Tri“ bedeutet drei und „faen“ Felsen, was sich auf die drei Felsbuckel bezieht, die als Gipfel zu sehen sind. Mit 917 m ASL ist er der 6.-höchste Marilyn und der 15.-höchste Hewitt in Wales.
Tryfan ist angeblich die letzte Ruhestätte von Sir Bedivere (auch Bedwyr fab Bedrawg) der Artusromane.
Auf dem Gipfel befindet sich das pittoreske Steinpaar „Adam and Eve“ (walisisch Siôn a Siân in). Die beiden Monolithen sind zirka drei Meter hoch und liegen 1,2 Meter voneinander entfernt. Die Felsen sind aus dem Ogwen-Tal sichtbar. Einer Legende nach sollen diejenigen, die die „Stufe“ zwischen den beiden Felsen überwinden, die „Freiheit von Tryfan“ erhalten.

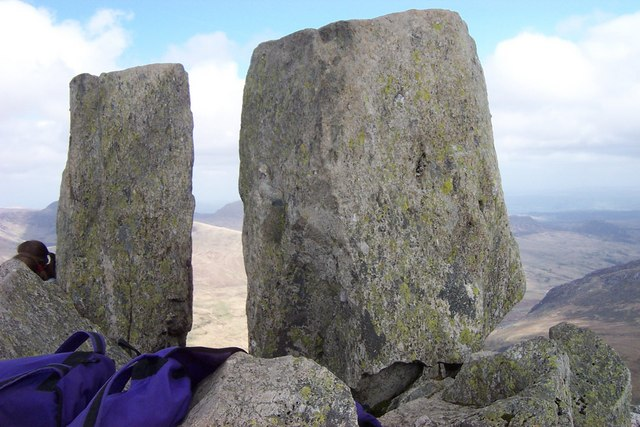
Adam and Eve